# کونیکا آگ
کونیکا آگ (انگلیسی: Conica AG) شرکت صنایع شیمیایی سوئیسی است، که در سال ۱۹۷۷ تأسیس شد.